# Wiknings-Commissionen
Wiknings-Commissionen eller Wikningskommissionen är ett ordensliknande sällskap i Linköping, instiftat 1839 som en parodi på dåtidens högtidliga och hemliga ordensväsende.
Till sin juridiska form är Wiknings-Commissionen en svensk ideell förening (organisationsnummer 822001-1046, inregistrerad 1975). Sällskapet firar årligen sjusovaredagen den 27 juli med en fest. Därutöver utdelas stipendier till stadens gymnasieungdom. Nuvarande stormästare är Dennis Östryd. Sällskapet uppger sig ha 600 medlemmar, samtliga herrar, varav 250 räknas som verksamma (2008). Medlemmarna tar sig tillnamn som brukar innehålla ledet "wik".
Grundaren var Lars Wikblad (extraordinarie landskontorist, död 1861) och till kända medlemmar hör friherre Carl Otto Mörner, publicisten Carl Henrik Wallberg och förre landshövdingen Björn Eriksson. Sällskapets historia har beskrivits i bokform både vid 50- och 100-årsjubileet.